# Хормузан
Хормузан (средњоперсијски: Hormazdān, новоперсијски: هرمزان) је био ирански аристократа који је служио као гувернер Хузестана, и био је један од сасанидских војних официра у бици за Кадисију. Касније су га муслимани заробили након пада Шуштара 642. године. Две године касније, оптужен је за убиство рашидунског халифа Омара, а убио га је Убаид Алах, син покојног халифа.

## Детињство, младост и породица
Хормузан је био богати аристократa родом из Михраган-кадага, округа у Медији, и припадао је једном од седам партских кланова Сасанидског царства. Имао је брата по имену Шахријар, који је био гувернер Сузе. Према неким изворима, Хормузан је био зет Хозроја II (владао 590–628) и ујак мајке Кавада II (владао 628), али то је највероватније нетачно, јер је Кавадова мајка била не иранска, већ византијска принцеза по имену Марија. Према Поуршариатију, Хормузан је можда припадао персијској породици, а не партијској. Иако је његово порекло спорно, познато је да је био део Парсинг (персијске) фракције која се први пут помиње 628. године и која је играла занчајну улогу у сасанидској политици. Хормузан је владао родним градом који се звао Михраган-кадаг као делом породичних домена, и целим Хузестаном, као једном од најбогатијих провинција Сасанидског царства.
Хормузан се први пут спомиње 609. године као један од сасанидских официра који су учествовали у бици за Ди Кар. Побуњени Арапи успели су да поразе Сасаниде у бици, али поредак је убрзо вратио Рузби, гувернер (марзбан) ал-Хире. Године 628. Хозроје II је свргнут од стране сина Кавада II, који се затим крунисао за новог шаханшаха (краља краљева) Сасанидског царства. Три дана касније, Кавад је наредио Михру Хормозду да погуби његовог оца. После 632. и после побуна, Јездигерд III (валдао 632–651) је крунисан за краља Сасанидског царства у Естахру, древном иранском граду у Парсу, где је породица Сасанида основала своје царство.

## Арапска инвазија на западни Иран
Током 633. године муслимански Арапи су напали Персију, а до 636. логоровали су у Кадисији, граду близу Ктесифона, главног града Сасанидског царства. Вођа сасанидске војске (спахбед), Ростам ФарохзадЏизија, припремио се за контранапад, подигавши војску која је обухватала фракције као што је Парсиг под Пируз Хозројем, Бахман Џадхуијем и Хормузан; фракција Пахлав (Партска) под вођством самог Ростама и Михрана Разија; и јерменски контингент под Галинијем и Муселом III Мамиконианом. У војсци су такође били и војни официр Канадбак и његов син, познат у арапским изворима као Шахријар бин Канара. Током битке, сасанидска војска је поражена, а Шахријар, заједно с Муселом, Бахманом, Галинијем и Ростамом, убијени су. Арапи су потом опколили Ктесифон.
Хормузан је успео да преживи, и да се заједно са Нахираганом, Михран Разијем и Пируз Хозројем, укључујући остале преживеле, прегрупише Бавелу (Вавилон), где су покушали да одврате арапску војску, али су поново поражени. Хормузан је потом побегао у Хормизд-Ардашир у Хузестану, који је користио као своју базу у походима у Мешану против Арапа. Јездигерд III га је подржао у тим нападима и веровао је да је могуће повратити територије које су Арапи заузели. Хормузан се, заједно са остатком преживелих из битке код Кадисије, касније поново саставио и борио против Арапа у бици код Џалуле 637. Сасанидска војска је поново поражена, а Михран Рази убијен. Хормузан се затим повукао поново у Хормизд-Ардашир, где је одлучио да остане у случају да Арапи нападну његове домене.
Хормузан је наставио упаде у Мешан и такође почео упаде у Ирак. Одбио је Курде (термин који се тада користио за опис иранских номада) који су вршили упаде у Парс и Хузестан. Хормузан се убрзо сукобио са арапском војском западно од Хормизд-Ардашира, али је лако поражен па се зато повукао назад у град, одакле је упутио писмо којим је затражио мир. Арапи су тражили данак у замену за мир, на који је он пристао. Међутим, убрзо је престао да плаћа данак и подигао је војску у коју су били и Курди са којима се претходно борио. Калиф (владар) арапских Рашидуна одговорио је слањем војске под извесним Хуркусом ибн Зухајром ел Садијем, који је 638. године победио Хормузана у Хормизд-Ардаширу и приморао град да плати џизју (порез-гласање). Хормузан је побегао у Рам-Хормизд и поново тражио мировни уговор, који му је одобрен у замену за данак.
Међутим, касније је престао да даје данак, а као резултат тога поново се сукобио са Арапима, који су му нанели пораз. Градови Хузестана су полако заузимани један за другим. Нешто касније 641. године, након пораза код Рам-Хормизда, Хормузан је побегао у Шуштар и био поражен је у близини града, што га је коштало живота 900 његових људи, док је 600 било заробљено, а касније ће бити погубљено. Ипак, успео је да стигне до града. Арапи су тада опсели град.
Срећом за Хормузана, Шуштар је био добро утврђен захваљујући рекама и каналима који су га окруживали на готово свим странама. Постоји неколико верзија како је град заузет; према Ел Табарију, током опсаде ирански бранилац по имену Сина (или Синах) отишао је код Ел Нумана и молио да му се поштеди живот заузврат, јер му је показао пут у град. Ел Нуман се сложио, а Сина му је рекао: "нападни кроз испуст воде, и тада ћеш освојити град."
Ел Нуман је то учинио како му је рекао и са малим делом своје војске упутио се у Шуштар. Хормузан се затим повукао до цитаделе и наставио свој отпор. Преживели мушкарци из снага Хормузана који су били под његовом командом, заједно са њим, убили су чланове својих породица и бацили своје имање у реку, како не би пали у арапске руке. На крају је Хормузан ипак био приморан да се преда.
Према другој верзији која је написана у Хузестанској хроници, сличној верзији Ел Табарија, избеглица из Катара, је заједно са другом особом, тражио од Арапа неку пљачку у замену за улазак у град. Арапи су се сложили и након неког времена успели су да уђу у град. Према Ел Баладурију, током опсаде Арапи су били ојачани групом иранских елитних ратника под Сија ел Усваријем, познатим као Асавира. Разлог њиховог пораза био је у очувању њиховог статуса и богатства. Међутим, према Хузестанској хроници, Асавира је прво пребегао Арапима након што су ушли у Шуштар. За брата Хормузана, Пахријара, каже се да је био део Асавира. Према Поуршариатију, прича о томе да је Асавира помагао Арапима у њиховом освајању Хузестана, можда је била лажна. Ипак, познато је да су Хормузана након предаје Арапи одвели и довели у њихов главни град Медину.

## Заробљеништво и смрт
О ономе што се касније десило Џорџ Равилсон је укратко рекао следеће:
| „ | Хормузан је, кад се нашао на пријему, у жељи да утоли жеђ затражио чашу воде, која му је дата; а онда се сумњичаво осврнуо око себе, као да очекује да ће бити избоден док је пио. "Не бојте се ничега", рече Омар; "ваш живот је безбедан док нисте попили воду." Вешти Персијанци је бацио чашу на земљу, а Омар је осетио да је надмашен, али да мора да одржи реч. | ” |

Насупрот томе, арапска традиција држи да је од Хормузана, када је први пут доведен као заробљеник пред рашидунског калифа Омара, затражено да се преобрати. Он је то одбио и тако је Омар позвао свог џелата да га убије док је представљао последње персијско вођство. У том тренутку је Хормузан затражио мало воде тврдећи да би било сурово убити га док је жедан. Омар је донео воду и када је Хормузан добио обећање за безбедност док не заврши са пићем, бацио је шољу на земљу. Затим је питао халифа да ли ће одржати реч, а Омар се сложио и поштедио му живот. Одмах након тога Хормузан је прешао на ислам објашњавајући да то није желео, већ да се преобратио због страха од смрти.
Док је био у Медини, саветовао је рашидунског калифа Омара да спроведе важне фискалне и институционалне промене. Међутим, 644. године Хормузана је убио Омаров син Убаид Алах, након умешаности у заверу у којој је убијен Омар. Нови рашидунски калиф је уместо да казни Убаид Алаха због његовог поступка одлучио да га помилује. То нису добро прихватили неки од Хормузанових арапских присталица, попут Мухамедовог рођака Алије, који је жестоко протестовао против Утмана,  па је чак и касније покушао да предузме акцију против Убаид Алаха, који је успео да побегне противнику рашидунске владавине, Муавији I.